# 塞米赫·賽吉納
塞米赫·賽吉納（土耳其語：Semih Saygıner，1964年11月12日—），綽號「魔術先生」或「土耳其王子」，是土耳其一名職業開侖撞球運動員，專長三顆星項目。
1991年，他參加了德國公開賽。第二年，他在柏林以3比0擊敗世界冠軍雷蒙德·庫勒曼斯，成為世界排名第八。1994年，他轉會到荷蘭撞球隊聯賽，這是撞球界最重要的聯賽之一。在1998年三顆星世界盃的安塔利亞站，賽吉納在決賽中擊敗荷蘭人Gerwin Walentijn贏得冠軍。1999年的CEB歐洲三顆星錦標賽裡，賽吉納擊敗了丹麥的Dion Nelin贏得冠軍。他幾乎在隔年再次獲勝，但輸給了丹尼爾·桑切斯。他是土耳其第一個贏得該項比賽的人。五年後，他的同胞Murat Naci Çoklu贏得了冠軍。
2003年，賽吉納贏得了UMB世界三顆星錦標賽，在決賽中擊敗希臘的菲利普斯·卡西多寇斯塔斯。他是唯一一位贏得該賽事冠軍的土耳其人。同年，他贏得了最後一屆BWA世界三顆星錦標賽，擊敗狄克·雅斯柏斯。他和他的隊友泰范·塔什德米爾在德國菲爾森舉行的2004年UMB世界三顆星國家隊錦標賽上成為世界冠軍。賽吉納於2004年2月7日在比利時安特衛普被評為「2003年最佳（開侖）撞球選手」。
賽吉納轉到葡萄牙球會，效力於FC波爾多撞球隊。他帶領球隊三年，並在球隊2004-05賽季歐洲三顆星杯中獲得銅牌。
他在土耳其大獎賽總共贏得25次冠軍，其中有14次是土耳其三顆星冠軍頭銜。此外，他還在47/2障礙線和一顆星各拿過一次冠軍頭銜。2006年，他在UMB世界排名中名列第8位。他在一場比賽中的最高平均分為3.571（14輪得到50分）。
2009年，賽吉納與球桿生產商Longoni簽訂了合同。根據合同，該公司已經提供了一系列帶有賽吉納名字的球桿。
賽吉納於2006年宣布從頻繁的賽事退休，僅參加一些國際賽。他的最後一次參與國際賽是在2007年。然而，他在2015年復出而再次贏得土耳其冠軍。奪冠之後，他被邀請加入土耳其國家隊。